# گاما مارافسای
گاما مارافسای یک ستاره است که در صورت فلکی مارافسای قرار دارد.